# Крвни подлив ушне шкољке
Крвни подлив ушне шкољке  је посттрауматска или спонтана серозна колекција крви између перихондријума и хрскавице ушне шкољке.  Деформитет уха који настаје  након нелеченог или неадекватно леченог крвног подлива ува познат и под називом  карфиол уво (боксерско уво или рвачко уво), који се често користи међу спортистима.
Лечење подразумева дренажу и евакуацију крвног подлива било поред кревета пацијента или у операционој сали.  Да би се спречила поновна акумулација крви, важно је након инцизије обезбедити адекватну дренажу а завоја  заштитити  рану од могуће инфекције.

## Историја
Кроз историју спорта описан је већи број повреда уха код рвача у Грчкој са крвним подливом, који су временом због неадекватног лечења и рецидива доводили до деформација ушне шкољке која је у популарној култури названа карфиол ухо.
У опијумским јазбинама у Хонг Конгу током 19. века, корисници опијума су након дугог спавања на тврдим дрвеним јастуцима у полусвесном стању, изазивали деформације ушне шкољке у виду карфиол уха.

## Епидемиологија
Тачна епидемиологија крвног подлива ушне шкољке није добро проучена. Контактни спортови као што су рвање, мешовите борилачке вештине, ултимативне борбе, рагби и бокс могу лакше да предиспонирају за такве повреде. Могло би се закључити да су мушкарци у већем ризику од жена; међутим, тачан однос није познат. У истраживању међу колеџима рвача, инциденција хематома уха је 52% код оних који одбијају да носезаштиту за главу у односу на 26% код оних који су носили заштиту за уши.

## Етиологија
Крвни подлив ушне шкољке  обично узрокован траумом као последица дејства тупе силе на ушну шкољку, или постављање минђуша. Код тупе повреде могу да руптурирају крвни судови перихондријума и да се између њега и хрскавице или коже накупи серозна или сукрвичава течност. Виђа се као професионално обољење код радника, спортиста (рвача, боксера, рагбиста) или након несрећа са моторним возилом.

## Клиничка слика
Обољење се клинички манифестује појавом мањих или већих плавичастих, еластичних, безболних јастучића на предњој страни ушне шкољке, који бришу њен нормалан рељеф.
Због непостојања субјективних тегоба, болесник случајно открива промену или му неко из околине на то скреће пажњу. Уколико се хематом не уклони, долази до асептичке некрозе (одумирање ткива) хрскавице и индурације (отврдњавање) везивног ткива, што узрокује веће или мање деформације ушне шкољке. Инфекција хематома доводи до појаве перихондритиса и каснијих деформитета ушне шкољке.

## Дијагноза
Дијагноза се поставља се на основу анамнезе, клиничке слике, оториноларинголошкох прегледа.
| Тип 1: Минимални деформитет без или са малим променама обриса уха | Тип 1: Минимални деформитет без или са малим променама обриса уха | Тип 2: Значајан деформитет обриса уха | Тип 2: Значајан деформитет обриса уха  |
| ----------------------------------------------------------------- | ----------------------------------------------------------------- | ------------------------------------- | -------------------------------------- |
| Тип 1A                                                            | Деформација је ограничена на ушну шкољку                          | Тип 2A                                | Структурни интегритет уха је неизмењен |
| Тип 1B                                                            | Деформитет који се протеже од антихеликса до хеликса уха          | Тип 2B                                | Лош структурни интегритет уха          |
| Тип 1C                                                            | Деформитет који се протеже по целом спољашњем уху                 |                                       |                                        |

## Диференцијална дијагноза
У диференцијалној дијагнози важно је искључити инфективне, аутоимуне и трауматске изворе отока уха. Најчешћа диференцијална дијагноза треба да укључује:
- перихондритис,
- аурикуларни апсцес,
- целулитис,
- Винклерову болест (релапсирајући перихондритис),
- темпоромандибуларни поремећај који доводи до болова у спољашњем уху,
- лацерације,
- нормалне анатомске варијансе,
- еризипел,
- опекотина од сунца,
- рак коже.

## Терапија
Лечење је хируршко и подразумева инцизију. Иницизија се увек врши на највећем удубљењу нормалне конфигурације ушне шкојлке на ком се налази хематом, уз уклањање дела коже и перихондријума ради што боље дренаже. Уз хируршко лечење ординирају се и антибиотици.

## Компликације
Ризици су минимални; међутим, оне се дешавају због надекватно спроведене терапије. Компликације крвног подлива ушне шкољке  могу бити:
- козметичке природе, уво карфиол
- инфекција,
- бол, парестезија,
- алергија или анафилакса на анестезију или локални анестетик,
- стварање неугледног ожиљка
- поновно накупљање крви након дренаже.[2]

Типичан деформитет уха у облику карфиола је обично резултат нелечених или поновљених крвних подлива уха. Типичан изглед уха у облику карфиола је погрешно савијено уво са неколико грбица меког ткива ненормално лоцираних у уху, изнад места где би се могла наћи нормална хрскавица.

## Превенција
Рагби играч који носи капицу са тиграстим принтом, облик покривала за главу који се користи за апсорпцију удара и заштиту главе.
Кациге  за главу која се у рагбију називају енг. scrum cap, или једноставно енг. headgear  или боксерска кацига у боксу, рвању и другим борилачким вештинама, имају улогу да заштите главу и уши од повреда, и носе се како би спречили појаву крвног подлива ушне шкољке и других делова главе.
Такође ако је крвни подлив веч настао може се направити специјална удлага за уво како би се уво држало компримовано, и тако спречило секундарно оштећено ува, чиме се спречава да ушна шкољка поприми облик карфиола. 
Неки спортисте, међутим, карфиол уво  доживљавају на другојачији начин и сматрају га знаком храбрости или искуства.